# Nanqiao (köpinghuvudort i Kina, Jiangxi Sheng, lat 24,79, long 115,71)
Nanqiao (kinesiska: 南桥, 南桥镇) är en köpinghuvudort i Kina. Den ligger i provinsen Jiangxi, i den sydöstra delen av landet, omkring 430 kilometer söder om provinshuvudstaden Nanchang. Antalet invånare är 28 261. Befolkningen består av 14 033 kvinnor och 14 228 män. Barn under 15 år utgör 22,0 %, vuxna 15-64 år 69 %, och äldre över 65 år 8,0 %.
Runt Nanqiao är det ganska tätbefolkat, med 129 invånare per kvadratkilometer. Nanqiao är det största samhället i trakten. I omgivningarna runt Nanqiao växer huvudsakligen savannskog.
Genomsnittlig årsnederbörd är 1 982 millimeter. Den regnigaste månaden är maj, med i genomsnitt 404 mm nederbörd, och den torraste är oktober, med 20 mm nederbörd.